# 北春日部駅

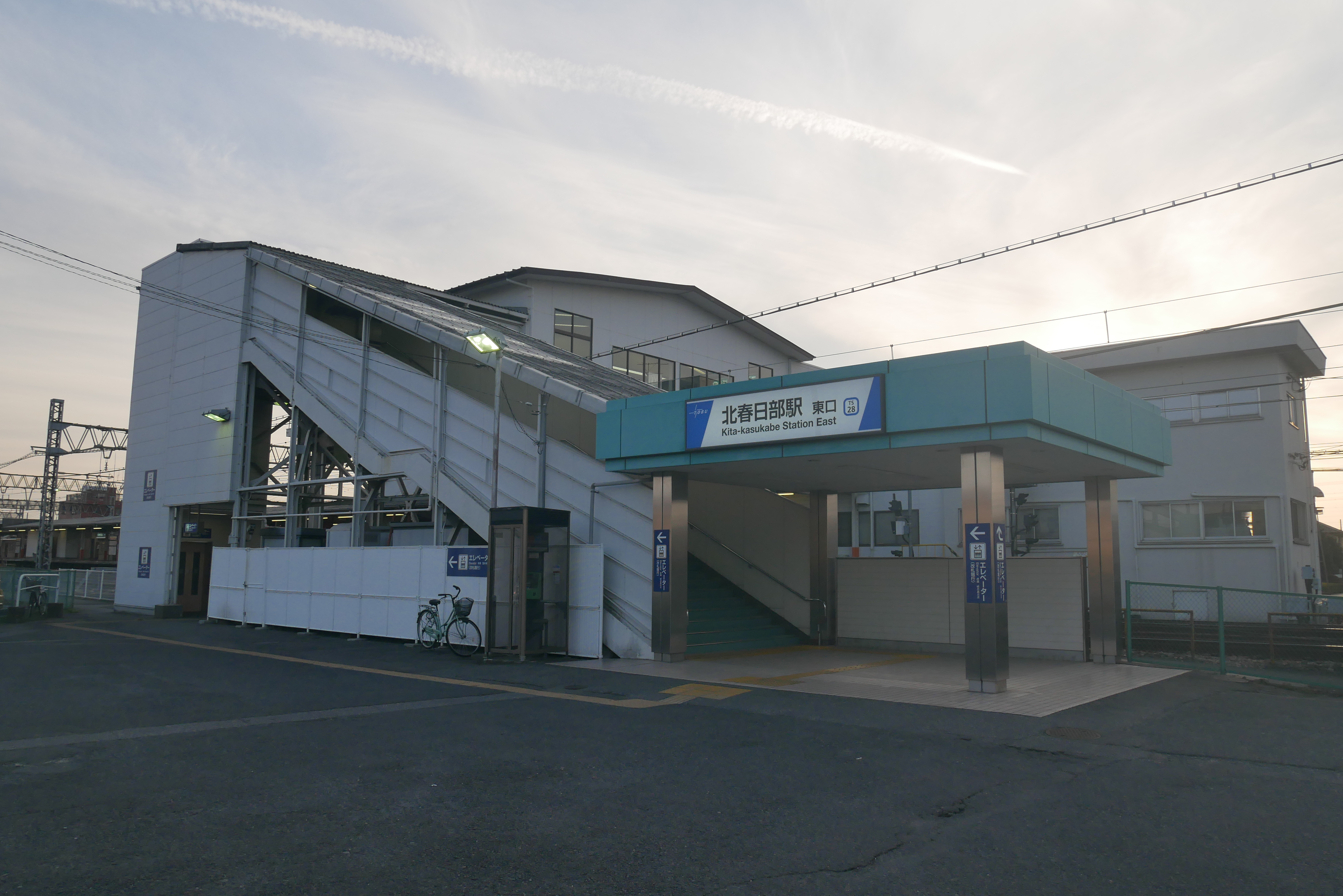
東口外観（2018年11月）

北春日部駅（きたかすかべえき）は、埼玉県春日部市梅田本町一丁目にある東武鉄道伊勢崎線の駅である。「東武スカイツリーライン」の愛称区間に含まれる。駅番号はTS 28。
駅の北側には、西新井電車区から移転してきた南栗橋車両管区春日部支所（旧・春日部検修区）と春日部乗務管区がある。これらの設置に併せて出入庫時の起終点として開業した。

## 年表
- 1966年（昭和41年）9月1日：春日部検修区使用開始に合わせて新設。同時に日比谷線直通列車運行区間が北越谷駅から当駅まで延長される[1][2]。
- 1991年（平成3年）12月9日：平日浅草発終電に当駅終着準急（現・区間急行）が設定。
- 1992年（平成4年）9月21日：当駅終着準急が増発、2本となる。
- 1997年（平成9年）3月25日：当駅終着準急1本が新設の区間準急へ変更される。
- 2006年（平成18年）3月18日：ダイヤ改正に伴い、種別名変更。準急が区間急行となる。
- 2012年（平成24年）3月17日：TS 28の駅ナンバリング導入。
- 2013年（平成25年）3月16日：ダイヤ改正に伴い、日中の区間準急廃止[3]。日中は東京メトロ日比谷線直通列車のみ運行となり、浅草駅発着列車は朝と夜の時間帯のみの運行となった[3]。また、区間急行のうち、当駅止まり電車が区間準急へ変更された[3]。

## 駅構造
島式ホーム1面5線を有する地上駅。橋上駅舎を備える。
ホーム外側に通過線と車庫からの列車が時間調整を行うための出庫線、東武動物公園方に当駅が始発・終点となる列車の引上線が設置されている。通過線や側線にも番線が付番されており、ホームに面した線路は3・4番線である。半蔵門線・田園都市線直通列車は、準急運転時間帯の朝・夜のみ停車する。このためホーム有効長は20メートル車10両分となっている。
バリアフリー設備として、改札階と東口・西口および改札階とホームを連絡するエレベーターが設置されている。トイレはホーム上浅草寄りと西口にある。ホーム上のトイレには、2006年（平成18年）3月にユニバーサルデザインの一環としてオストメイト・ベビーベッドを備えた多機能トイレも併設された。

### のりば
| 番線 | 路線                   | 方向 | 行先 |
| ---- | ---------------------- | ---- | --- |
| 3    | 東武スカイツリーライン | 上り | 春日部・北千住・とうきょうスカイツリー・浅草・ 日比谷線 中目黒・ 半蔵門線 渋谷・ 東急田園都市線 中央林間方面 |
| 4    | 東武スカイツリーライン | 下り | 東武動物公園・ 伊勢崎線 久喜・ 日光線 南栗橋方面                                                             |

- 上記路線名は旅客案内上の名称（「東武スカイツリーライン」は愛称）で表記している。

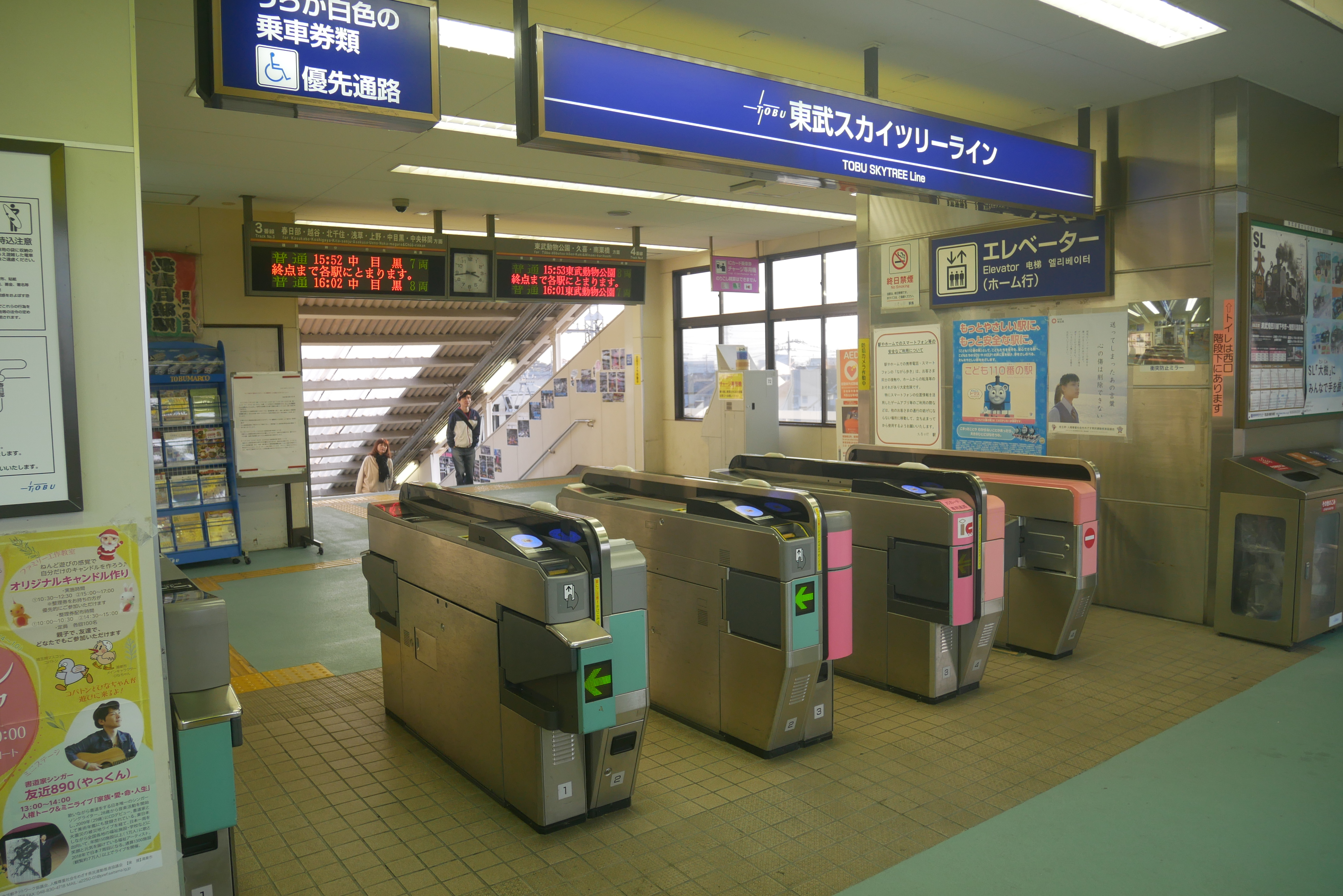
改札口（2018年11月）
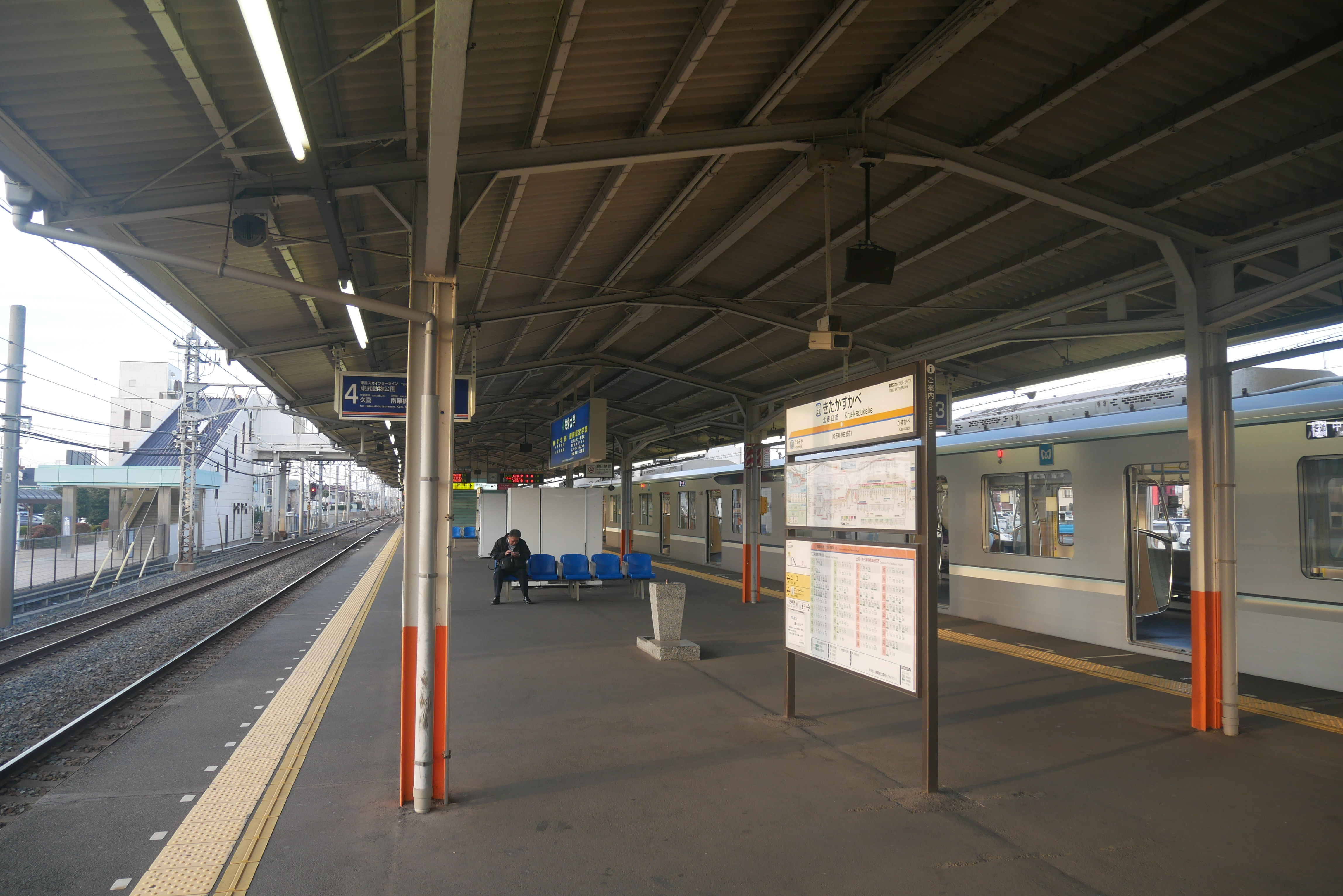
ホーム（2018年11月）

## 利用状況
2024年度の一日平均乗降人員は9,633人である。
近年の一日平均乗降人員の推移は下表のとおりである。
| 年度               | 一日平均 乗降人員 | 出典       |
| ------------------ | ----------------- | ---------- |
| 1970年（昭和45年） | 1,721             |            |
| 1975年（昭和50年） | 2,765             |            |
| 1980年（昭和55年） | 5,098             |            |
| 1985年（昭和60年） | 6,527             |            |
| 1990年（平成02年） | 7,412             |            |
| 1998年（平成10年） | 9,770             |            |
| 1999年（平成11年） | 9,734             |            |
| 2000年（平成12年） | 9,728             |            |
| 2001年（平成13年） | 9,564             |            |
| 2002年（平成14年） | 9,082             |            |
| 2003年（平成15年） | 10,066            |            |
| 2004年（平成16年） | 10,202            |            |
| 2005年（平成17年） | 10,217            |            |
| 2006年（平成18年） | 10,158            |            |
| 2007年（平成19年） | 10,114            |            |
| 2008年（平成20年） | 10,297            |            |
| 2009年（平成21年） | 9,990             |            |
| 2010年（平成22年） | 9,750             |            |
| 2011年（平成23年） | 9,513             |            |
| 2012年（平成24年） | 9,762             |            |
| 2013年（平成25年） | 10,094            |            |
| 2014年（平成26年） | 9,989             |            |
| 2015年（平成27年） | 10,153            |            |
| 2016年（平成28年） | 10,309            |            |
| 2017年（平成29年） | 10,461            |            |
| 2018年（平成30年） | 10,413            | [ 東武 3 ] |
| 2019年（令和元年） | 10,406            | [ 東武 4 ] |
| 2020年（令和02年） | 7,874             | [ 東武 5 ] |
| 2021年（令和03年） | 8,477             | [ 東武 6 ] |
| 2022年（令和04年） | 8,964             | [ 東武 7 ] |
| 2023年（令和05年） | 9,258             | [ 東武 8 ] |
| 2024年（令和06年） | 9,633             | [ 東武 1 ] |

## 列車ダイヤ
日中の上り列車は特急・急行・区間急行の通過待ちを行う（2本続けての通過待ちも多い）ため5分程度停車し、本数の多い朝ラッシュ時や回送列車の待避も加わる夕方以降は10分程度停車する列車もあった。2013年（平成25年）3月16日より東武動物公園駅で緩急接続するダイヤに変更され、上り・下りとも、昼間は、当駅で通過待ちを行うのは特急のみとなり、当駅で各駅停車が急行・区間急行の通過待ちを行うのは朝ラッシュ時のみとなった（快速・区間快速は2017年〈平成29年〉4月21日に廃止された）。
当駅始発の列車は、下り・上りとも朝の時間帯が中心である。近年は、南栗橋・東武動物公園始発の列車が増え、当駅始発の列車は減少傾向にある。
- 上り始発列車は、基本的に普通列車だが、一部は区間準急で、平日朝11本・夜4本、土休日は朝に7本ある[4]。北千住・浅草行きのほか、日比谷線直通列車があるが[4]、半蔵門線直通列車の設定はない。いずれも早朝・深夜のみ。
- 2022年（令和4年）3月12日ダイヤ改正より日中時間帯は1時間に2本、普通列車が当駅で折り返す。
- 下り始発列車は2020年（令和2年）3月14日現在、平日・土休日共に館林行きが2本ある[4]。
  - 2006年（平成18年）3月17日までは伊勢崎行き2本、2009年（平成21年）6月5日までは太田行き2本、2013年3月15日までは平日ダイヤでは館林行き・太田行き各1本、土休日ダイヤでは太田行き2本、2017年（平成29年）4月20日までは館林行き・太田行き各1本。
- 珍しい例として、区間急行（2006年3月17日まで準急）は通常当駅を通過するが、平日の終電間際の浅草始発当駅止まりの区間急行が設定されており、路線図には該当列車のみ当駅停車である旨の注意書きがあった（2013年〈平成25年〉3月16日より区間準急へ変更）。

## 駅周辺
当駅は、近隣の住宅地（春日部市梅田・栄町・浜川戸付近）からの徒歩による乗客の他、自転車・自家用車による春日部市内・市外からの利用者が見られる。駅付近は月極（賃貸）駐車場が多い。北春日部駅から東武野田線八木崎駅に徒歩15分程度で着く。特に梅田、栄町、浜川戸、粕壁3・4丁目住民は大宮方面に行く利用客で分散している。
- 内牧公園
- ウエルガーデンエミナース春日部
- 春日部自動車教習所
- 共栄大学
- コジマ×ビックカメラ春日部店
- 国道16号
- 埼玉県道85号春日部久喜線
- 埼玉県立春日部工業高等学校
- 埼玉霊園
- 大落古利根川
- 米久かがやき春日部工場（旧・雪印食品関東工場）
- 春日部栄町郵便局
- 首都圏外郭放水路第5立坑

### バス
- 春日部市コミュニティバス「春バス」粕壁・幸松地区ルート（朝日自動車）
  - 停留所は「北春日部駅入口」。「北春日部駅西口」への乗入はルート改正に伴い、2023年（令和5年）12月28日限りで廃止された。
  - 経由地や運休日等の詳細は「春バス」の記事を参照されたし。
- 深夜急行バス「ミッドナイトアロー久喜・東鷲宮」（東武バスセントラル）は新型コロナウイルス感染症流行による運休ののち廃止[7]され、2020年（令和2年）12月現在、当駅を経由する深夜バスはない。

## 隣の駅
東武鉄道
 東武スカイツリーライン
■急行・■区間急行
通過
■準急・■区間準急・■普通
春日部駅 (TS 27) - 北春日部駅 (TS 28) - 姫宮駅 (TS 29)